# Деев, Михаил Викторович
Михаил Викторович Деев (род. 25 февраля 1982, Москва, СССР) — российский хоккеист, нападающий, воспитанник московского ЦСКА. В настоящее время является тренером Детской школы по хоккею ЦСКА, 2009 г.р.

## Карьера
Начал карьеру в московском ХК ЦСКА, выступал за него один сезон в Высшей Лиге, после чего перебрался в Канаду. Отыграв в канадских лигах 2 сезона вернулся на родину и стал выступать за саратовский Кристалл. Спустя сезон перешёл в Крылья Советов, где провёл большую часть своей карьеры. Позже также успел поиграть в Северстали, однако наибольшего успеха добился перейдя в 2009-м в ханты-мансийскую Югру, где завоевал 2 титула чемпиона Высшей Лиги, также в одном из финалов стал автором победной шайбы. После, в 2010-м году перешёл в стан пермского «Молота», где играет и по сей день.

## Личная жизнь
- Жена Наталья Деева (в девичестве — Бочкарева, 14.08.1983). Экс-солистка группы «Стрелки» (2002—2006).
- Сын Леон Деев (2008 г.р.)